# Смилга, Андрей Вольдемарович
Андрей Вольдемарович Смилга — советский, российский и французский физик-теоретик, доктор физико-математических наук, профессор.
По состоянию на 2024 год имел более 8700 цитирований своих работ. Индекс Хирша (2024 год) — 49

## Биография
Родился 24 августа 1954 года в Москве в семье физиков. Отец, Вольдемар Петрович Смилга (1929—2009), был известным советским и российским физиком и популяризатором науки. Мать, Жигулёва Ирина Семёновна (1930—2010), была специалистом по аэродинамике.
Учился во Второй школе, потом в МФТИ. В 1979 году по окончании аспирантуры поступил на работу в Институт океанологии АН СССР. В 1981 году перешёл в Институт теоретической и экспериментальной физики, где проработал до 1998 года.
В 1980 году защитил кандидатскую диссертацию по теме «Глюонные поправки к сечениям рождения струй в глубоко-неупругих процессах», а в 1996 году — докторскую диссертацию по теме «Непертурбативная динамика QCD».
С 1998 по 2021 работал профессором в Университете Нанта (Франция). В 2021 году вышел на пенсию, но продолжает научную деятельность в рамках университета.
Автор четырёх книг и более полутора сотен научных работ в области физики элементарных частиц, квантовой теории поля и математической физики.

## Вклад в науку
Основные научные достижения относятся к области квантовой теории поля — квантовой хромодинамике, суперсимметричной квантовой механике и суперсимметричным калибровочным теориям.
Наиболее известна работа, сделанная в 1991 году совместно с Г. Лейтвилером, в которой выведены так называемые правила сумм Лейтвилера — Смилги для собственных значений кваркового оператора Дирака в конечном объёме. В 1983 году вычислил совместно с Б. Л. Иоффе электромагнитные формфакторы мезонов методом правил сумм в квантовой хромодинамике. В 1984 году Б. Л. Иоффе и Смилга применили тот же метод для вычисления магнитных моментов нуклонов и других барионов. Результаты находятся в хорошем согласии с экспериментом. В двух работах, сделанных в 1999 и 2000, В. Г. Кац и Смилга определили, применяя теоретико-групповые методы, вакуумную структуру суперсимметричных теорий Янга-Миллса для всех калибровочных групп.